# Marek Svatoš
Marek Svatoš (17. června 1982 Košice – 5. listopadu 2016 Denver) byl slovenský hokejový útočník.

## Kariéra

### Colorado Avalanche (2005–2010)
Svatoš byl vybrán na celkově 227. místě vstupního draftu NHL 2001 týmem Colorado Avalanche. V NHL debutoval v sezóně 2003-04. Po vypadnutí Avalanche v playoff se vrátil do AHL k týmu Hershey Bears, kde odehrál přerušenou sezónu (NHL) 2004-05. 10. října 2005 vstřelil svůj první hattrick v NHL při vítězství 7:3 nad Calgary Flames. Svatoš byl nominován do slovenské reprezentace pro zimní olympijské hry 2006 v Turíně.
Dne 9. března 2006 utrpěl Svatoš zlomeninu pravého ramene, která jej donutila vynechat konec sezóny 2005-06. Před zraněním vedl ligovou tabulku s 9 vstřelenými vítěznými góly, čímž také vytvořil nový rekord NHL mezi nováčky. Také byl jedním z nejlepších nováčků ve vstřelených brankách s 32 góly.
Svatošovy statistiky se zhoršily v sezóně 2006-07 v jeho druhé sezóně v NHL. Zaznamenal 15 gólů a 15 asistencí v 66 zápasech. Za jeho horší statistiky mohly také zdravotní problémy.
V sezóně 2007-08 byl nejlepším střelcem týmu Avalanche s 26 vstřelenými brankami, když si přetrhl přední křížový sval a musel kvůli tomu vynechat posledních 16 zápasů sezóny a první kolo playoff, ale i přesto skončil na druhém místě v bodování týmu.
Dne 25. července 2008 prodloužil s Avalanche smlouvu na další dva roky a vyhnul se tak arbitráži, která měla ten den proběhnout. Svatoš se ze svalového zranění dokázal zotavit ještě před začátkem další sezóny. Po 69 zápasech se opět zranil, tentokrát na ruce. Se 14 brankami se umístil společně s Wojtekem Wolskim na 4. místě v týmu Avalanche.
V sezóně 2009-10 opět často nehrál kvůli zraněním. Chyběl v 18 zápasech kvůli zranění třísel a hrudníku. V této sezóně trpěl ztrátou formy a pod trenérem Joe Saccem se mu nedařilo, když si připsal pouhých 7 gólů a 11 kanadských bodů v 54 zápasech.

### KHL / Nashville / Ottawa
Bez nabídky na novou smlouvu odešel hrát mimo NHL do východoevropské ligy KHL, kde podepsal 24. září 2010 jednoletou smlouvu s ruským klubem Avangard Omsk, ve kterém předčasně skončil a následně 29. prosince 2010 podepsal jednoletý dvoucestný kontrakt se St. Louis Blues z ligy NHL. Než mohl nastoupit za St. Louis, tak musel být zapsán na seznam nechráněných hráčů a z toho si ho vybral tým Nashville Predators.
Dne 24. února 2011 jej Nashville Predators zapsal na listinu nechráněných volných hráčů, ze které si jej stáhl kanadský tým Ottawa Senators. Následující sezónu byl nucen celou vynechat kvůli dvěma operacím kolena.

### HC Slovan Bratislava/HC Košice
Po návratu na led se dohodl na zkušební měsíční smlouvě s novým týmem KHL - Slovanem Bratislava. Odehrál pouhých 6 utkání, ve kterých vstřelil jeden gól. V playoff stihl další dvě utkání, ve kterých nebodoval. Po sezóně mu tým smlouvu neprodloužil a Svatoš se dohodl na smlouvě se svým mateřským klubem - Košicemi. V Košicích strávil jednu sezónu a poté se vrátil do Denveru za rodinou.

## Individuální úspěchy
- 2002 - byl jmenován do All-star týmu na MS juniorů.
- 2002 - byl nejlepším střelcem na MS juniorů se 7 góly.
- 2002 - byl jmenován do 2. WHL (West) All-star týmu.

## Týmové úspěchy
- 2002 - s týmem Kootenay Ice vyhrál Memorial Cup.
- 2002 - získal s týmem Kootenay Ice Ed Chynoweth Cup.

## Prvenství
- Debut v NHL – 10. října 2003 (Colorado Avalanche proti Chicago Blackhawks)
- První gól v NHL – 2. dubna 2004 (Columbus Blue Jackets proti Colorado Avalanche, kanadskému brankáři Marc Denis)
- První asistence v NHL – 7. dubna 2004 (Colorado Avalanche proti Dallas Stars)
- První hattrick v NHL – 10. října 2005 (Colorado Avalanche proti Calgary Flames)

## Klubová statistika
| Sezóna       | Klub                 | Soutěž       |     | Základní část | Základní část | Základní část | Základní část | Základní část |    | Play off | Play off | Play off | Play off | Play off |
| Sezóna       | Klub                 | Soutěž       | Z   | G             | A             | B             | TM            | Z             | G  | A        | B        | TM       |          |          |
| 1999–00      | HC VSŽ Košice        | SHL-20       | 39  | 43            | 30            | 73            | 28            | —             | —  | —        | —        | —        |          |          |
| 1999–00      | HC VSŽ Košice        | SHL          | 19  | 2             | 2             | 4             | 0             | —             | —  | —        | —        | —        |          |          |
| 2000–01      | Kootenay Ice         | WHL          | 39  | 23            | 18            | 41            | 47            | 11            | 7  | 2        | 9        | 26       |          |          |
| 2001–02      | Kootenay Ice         | WHL          | 53  | 38            | 39            | 77            | 58            | 21            | 12 | 6        | 18       | 40       |          |          |
| 2001–02      | Kootenay Ice         | MC           | —   | —             | —             | —             | —             | 4             | 1  | 4        | 5        | 4        |          |          |
| 2002–03      | Hershey Bears        | AHL          | 30  | 9             | 4             | 13            | 10            | —             | —  | —        | —        | —        |          |          |
| 2003–04      | Colorado Avalanche   | NHL          | 4   | 2             | 0             | 2             | 0             | 11            | 1  | 5        | 6        | 2        |          |          |
| 2004–05      | Hershey Bears        | AHL          | 72  | 18            | 28            | 46            | 69            | —             | —  | —        | —        | —        |          |          |
| 2005–06      | Colorado Avalanche   | NHL          | 61  | 32            | 18            | 50            | 46            | —             | —  | —        | —        | —        |          |          |
| 2006–07      | Colorado Avalanche   | NHL          | 66  | 15            | 15            | 30            | 46            | —             | —  | —        | —        | —        |          |          |
| 2007–08      | Colorado Avalanche   | NHL          | 62  | 26            | 11            | 37            | 32            | —             | —  | —        | —        | —        |          |          |
| 2008–09      | Colorado Avalanche   | NHL          | 69  | 14            | 20            | 34            | 34            | —             | —  | —        | —        | —        |          |          |
| 2009–10      | Colorado Avalanche   | NHL          | 54  | 7             | 4             | 11            | 35            | 3             | 1  | 0        | 1        | 2        |          |          |
| 2010–11      | Avangard Omsk        | KHL          | 19  | 3             | 5             | 8             | 14            | —             | —  | —        | —        | —        |          |          |
| 2010–11      | Nashville Predators  | NHL          | 9   | 1             | 2             | 3             | 2             | —             | —  | —        | —        | —        |          |          |
| 2010–11      | Ottawa Senators      | NHL          | 19  | 3             | 2             | 5             | 8             | —             | —  | —        | —        | —        |          |          |
| 2012–13      | HC Slovan Bratislava | KHL          | 6   | 1             | 0             | 1             | 4             | 2             | 0  | 0        | 0        | 2        |          |          |
| 2013–14      | HC Košice            | SHL          | 26  | 6             | 13            | 19            | 10            | 10            | 1  | 3        | 4        | 4        |          |          |
| Celkem v NHL | Celkem v NHL         | Celkem v NHL | 344 | 100           | 72            | 172           | 217           | 14            | 2  | 5        | 7        | 4        |          |          |

## Reprezentace
| Rok                       | Tým                       | Soutěž                    | Z  | G | A | B  | TM |
| ------------------------- | ------------------------- | ------------------------- | -- | - | - | -- | -- |
| 2000                      | Slovensko 18              | MS-18                     | 6  | 2 | 0 | 2  | 0  |
| 2002                      | Slovensko 20              | MSJ                       | 7  | 7 | 1 | 8  | 6  |
| 2006                      | Slovensko                 | OH                        | 6  | 0 | 0 | 0  | 0  |
| 2010                      | Slovensko                 | MS                        | 6  | 1 | 1 | 2  | 6  |
| Juniorská kariéra celkově | Juniorská kariéra celkově | Juniorská kariéra celkově | 13 | 9 | 1 | 10 | 6  |
| Seniorská kariéra celkově | Seniorská kariéra celkově | Seniorská kariéra celkově | 12 | 1 | 1 | 2  | 6  |